# Вербова, Дарья
Дарья Вербова (англ. Daria Werbowy; род. 1983) — канадская топ-модель украинского происхождения.

## Биография
Дарья родилась 19 ноября 1983 года в Кракове (Польша), в украинской семье. Дарье было меньше трёх лет, когда семья переехала в Канаду. Её детство прошло в городе Миссиссога (Онтарио, Канада).
Дарья очень любит своих родителей, у неё есть брат Орест и сестра Оксана. У них дружная семья, и они всегда поддерживают друг друга.
О модельной карьере Дарья даже не задумывалась. Всё получилось случайно: её заметила мама одного из одноклассников, директор модельного агентства в Торонто. В 13 лет Дарья Вербова была высоким, худым подростком со спортивной фигурой.
Первые шаги в модельном бизнесе сделала в 14 лет, победив на местном конкурсе, и год после этого работала в студии «Susan J. Model & Talent», позже заключила контракт с известным агентством Elite Models. В 2002 году Дарья вернулась в Канаду из Милана, планировала поступить в университет, но с января 2003 года её карьера пошла в гору.

## Карьера

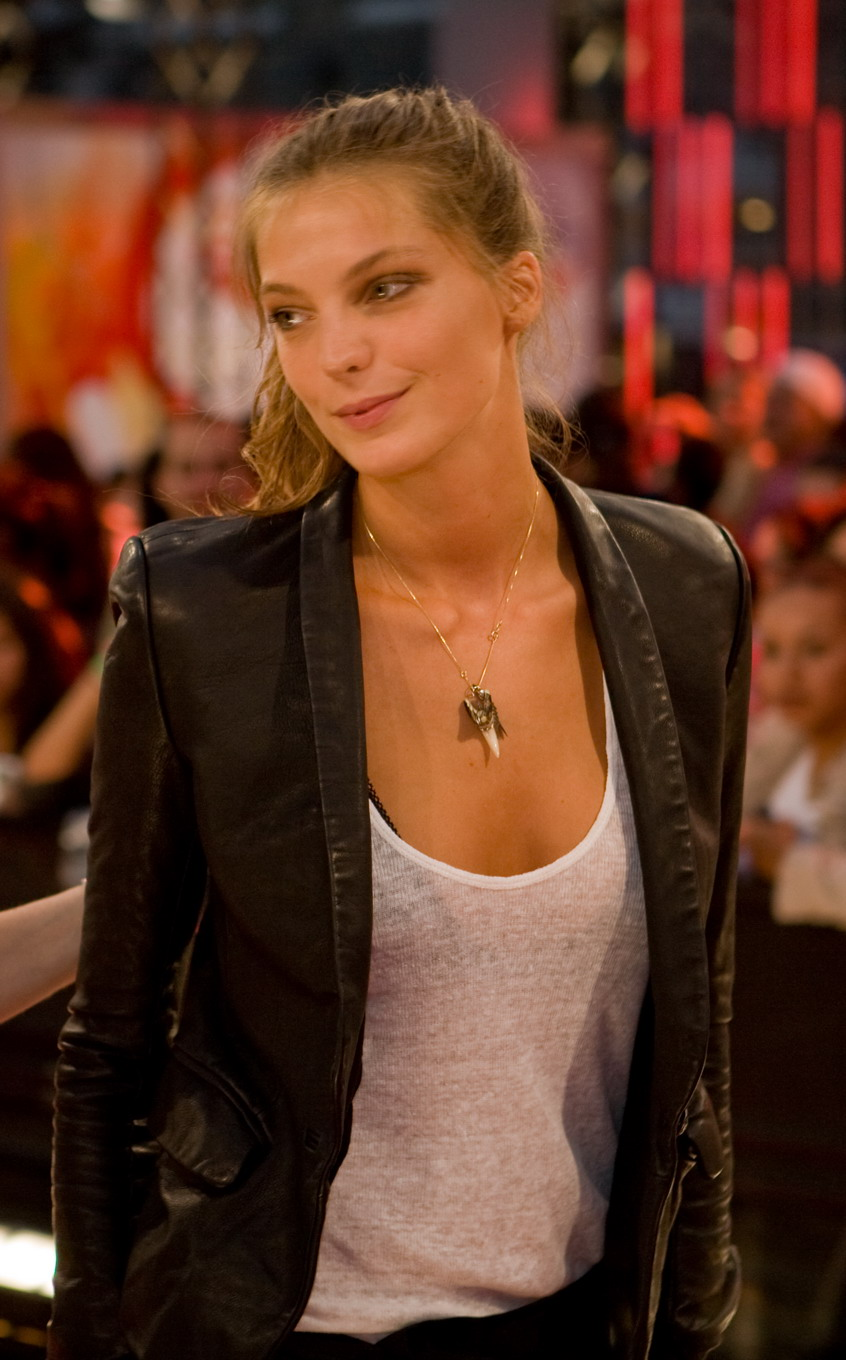
Дарья Вербова на Toronto International Film Festival 2008

Успех пришёл, когда Дарье было почти 20 лет. На неё обратили внимание во время модных показов осень-зима 2003—2004. Узнаваемой моделью Дарью осенью 2005 г. сделала реклама известного аромата от парфюмерного дома Lancôme — Hypnose.
Участвовала в рекламных кампаниях таких известных брендов, как Prada, Yves Saint-Laurent, Pepe Jeans, Roberto Cavalli, Gucci, Hermès, Valentino, David Yurman, Missoni, Versace, Louis Vuitton и Chanel. За два года она 12 раз появлялась на обложках Vogue, а также Marie Claire и ELLE.
В 2005 году газета New York Times назвала её моделью № 1 в США, журнал Paris Match присвоил ей титул «лицо года», а журнал Marie Claire провозгласил её «топ-моделью года». В 2009 году Дарья участвовала в съемках календаря Pirelli. Дарья является моделью № 1 агентства IMG Models (Нью-Йорк, Лондон, Париж, Милан).
В марте 2013 года появилась на обложке первого номера украинской версии журнала Vogue.
В 2016 году, все еще оставаясь востребованной моделью, Вербова решила заняться фотографией и парусным спортом. В ретроспективе ее карьеры журнал Vogue назвал Вербову идеальной музой.
В 2023 году Вербова вернулась к модельной деятельности для кампании Gucci, которую проводил новый креативный директор бренда Сабато де Сарно.

## Интересные факты
- Дарья четыре года посещала украинскую воскресную школу в Канаде, вся её семья постоянно отмечает украинские традиционные праздники, и, по словам Дарьи, они являются настоящими украинофилами.
- Дарья умеет готовить борщ, вареники и пампушки.
- Её любимые виды спорта — сноубординг и плавание на паруснике[2], а также баскетбол.
- Её большая мечта — путешествовать на яхте вокруг света[2].
- В течение нескольких лет входит в первую десятку самых высокооплачиваемых топ-моделей мира, наряду с Каролиной Курковой, Натальей Водяновой, Кэролин Мерфи, Алессандрой Амбросио, Адрианой Лимa, Хайди Клум, Кейт Мосс и Жизель Бюндхен.